# 長島神社
長島神社（ながしまじんじゃ）は、三重県北牟婁郡紀北町長島1406番地1にある神社。社格は旧村社。紀伊長島の氏神であり、現在の氏子数は約1,000戸である。伊勢神宮などと同様に、社殿は20年ごとに式年遷宮が行われる。

## 祭神
- 武速須佐之男命（たけはやすさのおのみこと）
- 大綿津見命（おおわたつみのみこと）
- 大山祇命（おおやまつみのみこと）
- 事代主命（ことしろぬしのみこと）
- 倉稲魂命（うかのみたまのみこと）
- 菅原道真（すがわらのみちざね）
- 加藤清正（かとうきよまさ）
- 不詳4座

## 歴史

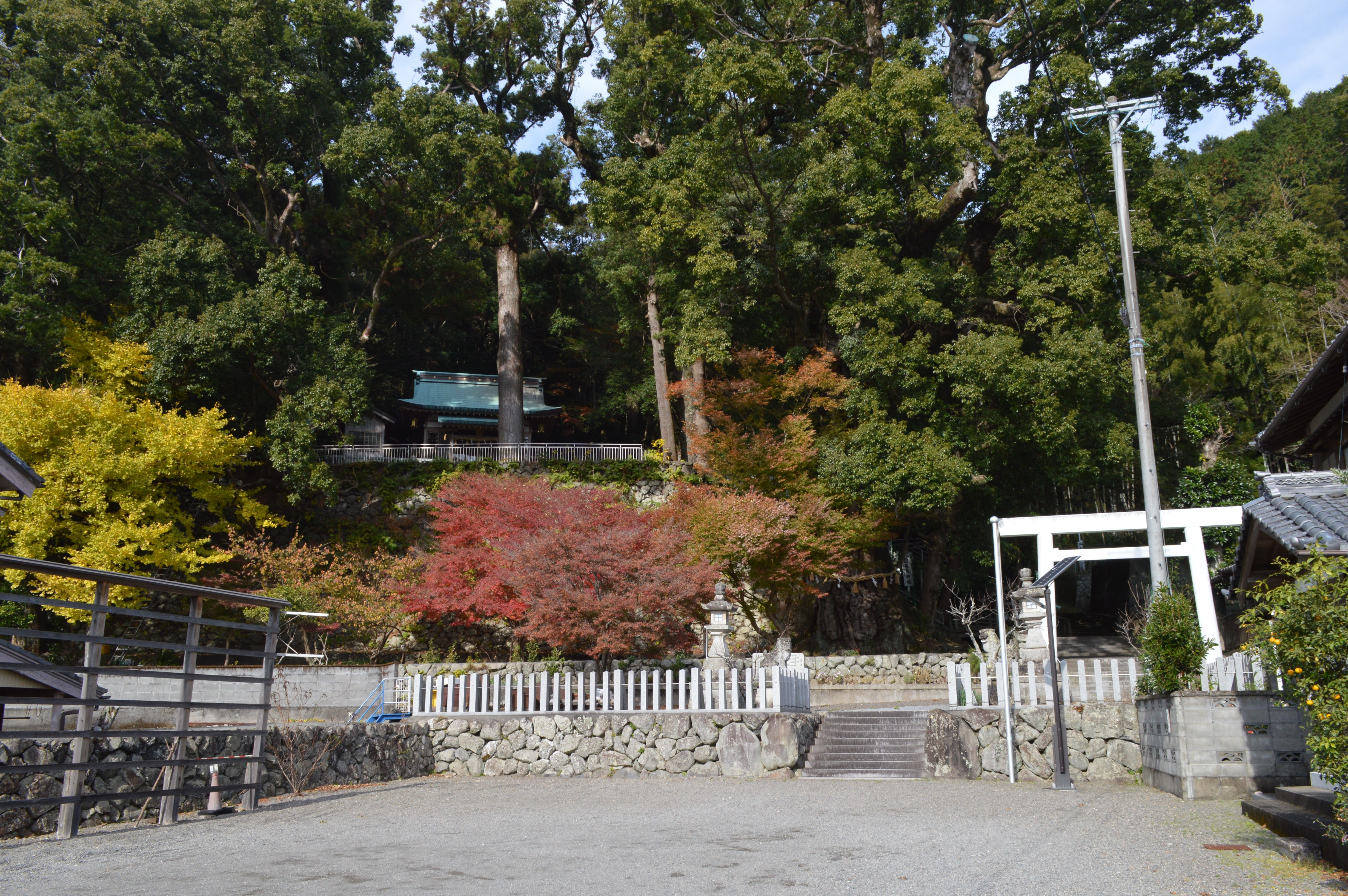
境内

房総平氏の千葉常胤の子孫である東将監照房は、老後に紀伊長島に移って長島神社の氏神に仕えた。
天正19年（1591年）に伊勢の北畠氏と新宮の堀内氏が戦った際、北畠氏方の加藤甚五郎が居住していた長島城が焼き討ちに遭った。この際には長島神社の社殿や社務所なども類焼し、旧記系図などを焼失した。このため、同年には京都の八坂神社から勧請した。
天保4年（1833年）、紀伊長島の沖合4キロメートルにある大島から切り出した石材を用いて、高さ8メートルにも及ぶ石垣が築かれた。

## 祭事
江戸時代中期から、毎年1月15日には船だんじりが行われる。豊漁を祈願する祭りであり、カツオ漁船に見立てた船だんじりが長島港から長島神社まで練り歩く。毎年1月11日には弓引き神事が行われる。
- 1月15日 - 例祭
- 2月 - 祈年祭
- 11月- 新嘗祭

## 文化財

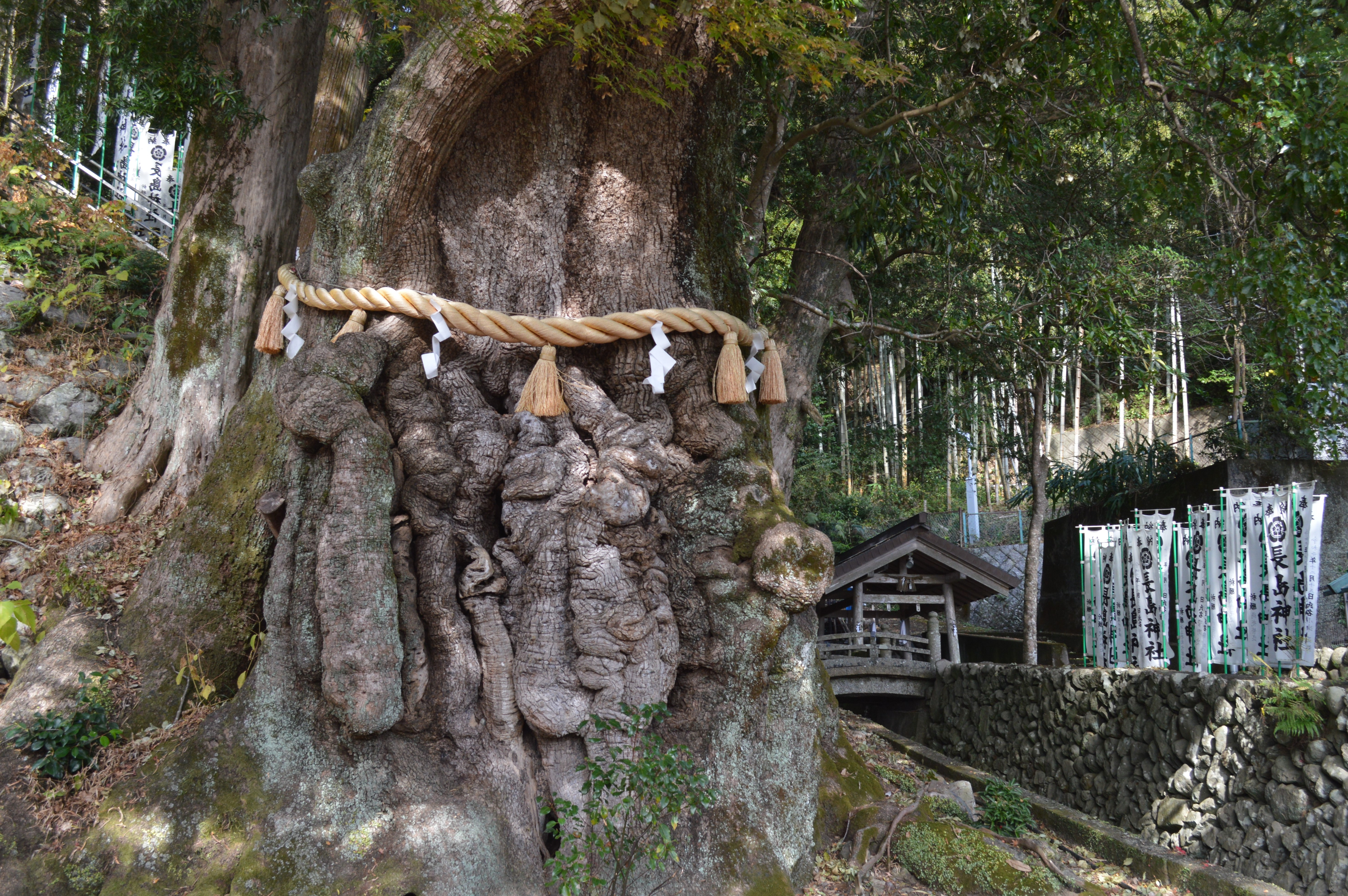
長島神社のクスノキ

### 県天然記念物
- 「長島神社社叢」
  - 1963年（昭和38年）9月12日、長島神社社叢の暖地性植物群落が三重県天然記念物に指定された[4][1]。「長島神社のクスノキ」の幹周は10.10メートル、樹高は40メートル。三重県神社庁によると推定樹齢は800年であるが[1]、推定樹齢が1000年とされることもある[5]。イヌマキ、ヒノキ、スダジイ、スギ、タラヨウなどの大木もあり[1]、高さ40メートルに達するスギもある[4]。その他には、ヤマモモ、バリバリノキ、トベラ、ミミズバイ、ヤブニッケイ、イヌガシ、イヌビワ、ヒサカキ、タイミンタチバナ、コバンモチ、ヒメユズリハなども見られる。